# Кушумская
Кушумская — железнодорожная станция в Ершовском районе Саратовской области. Входит в состав Новосельского муниципального образования.

## География
Находится у железнодорожной ветки до Новосельского карьера на расстоянии примерно 32 километра по прямой на север-северо-запад от районного центра города Ершов.

## История
Официальная дата основания — 1960 год.

## Население
| 2010 |
| ---- |
| 27   |

Постоянное население составило 0 человека в 2002 году, 27 в 2010.